# Bodenmais
Bondenmais est une commune d'Allemagne située en Bavière, près de la frontière tchèque.
Il s'agit d'une attractive petite station de sports d'hiver, mais également d'été notamment avec une piste de bobsleigh de 600 mètres. Elle est une ville d'étape du Tour d'Allemagne 2005 en étant l'arrivée de sa 2e étape et le départ de sa 3e étape.